# 김상흠
김상흠(金相欽, 1919년 10월 27일 ~ 1991년 11월 2일) 대한민국의 정치인이다. 김성수의 4남이다. 제5·6대 국회의원을 역임하였다. 서울 출신이다.

## 학력
- 연희전문학교졸업

## 약력
- 동아일보편집부장
- 민주신보사편집국장
- 부산방직회사상무취체역
- 한국금융공업회사장
- 민정당전북도지부부위원장
- 민중당전북제9지구당위원장
- 민중당재정금융위원장

## 역대 선거 결과
|  | 24.09% |

|  | 28.63% |

|  | 39.44% |

|  | 20.30% |